# Phalanger intercastellanus
Phalanger intercastellanus é uma espécie de marsupial da família Phalangeridae. Endêmica de Papua-Nova Guiné.